# Jean-François de La Harpe
Jean-François de La Harpe (ur. 20 listopada 1739 w Paryżu, zm. 11 lutego 1803 tamże) – francuski dramaturg, dziennikarz i krytyk literacki.

## Życiorys
Jego ojciec (który podpisywał się Delharpe) pochodził ze starej szlacheckiej rodziny z Vaud. Osierocił syna, gdy ten miał 9 lat.
Od roku 1768 Jean-François de La Harpe przez dwadzieścia lat kierował redakcją „Mercure de France”. Od 1782 roku pomagał mu Jacques Mallet du Pan. Jako dramaturg wystawił wiele sztuk: Les Barmecides (1778), Philoctete, Jeanne de Naples (1781), Les Brames (1783), Coriolan (1784), Virginie (1786).
Od 1776 roku należał do Akademii Francuskiej (fotel 21).
W 1789 poparł rewolucję, jednak gdy jako jeden z "podejrzanych" został zamknięty w więzieniu zmienił poglądy. Po wyjściu z więzienia, atakował wychowanków Voltaire’a, Encyklopedystów i innych filozofów. Ostentacyjnie chodził do Kościoła.